# Histoire de l'équipe d'Angleterre de football

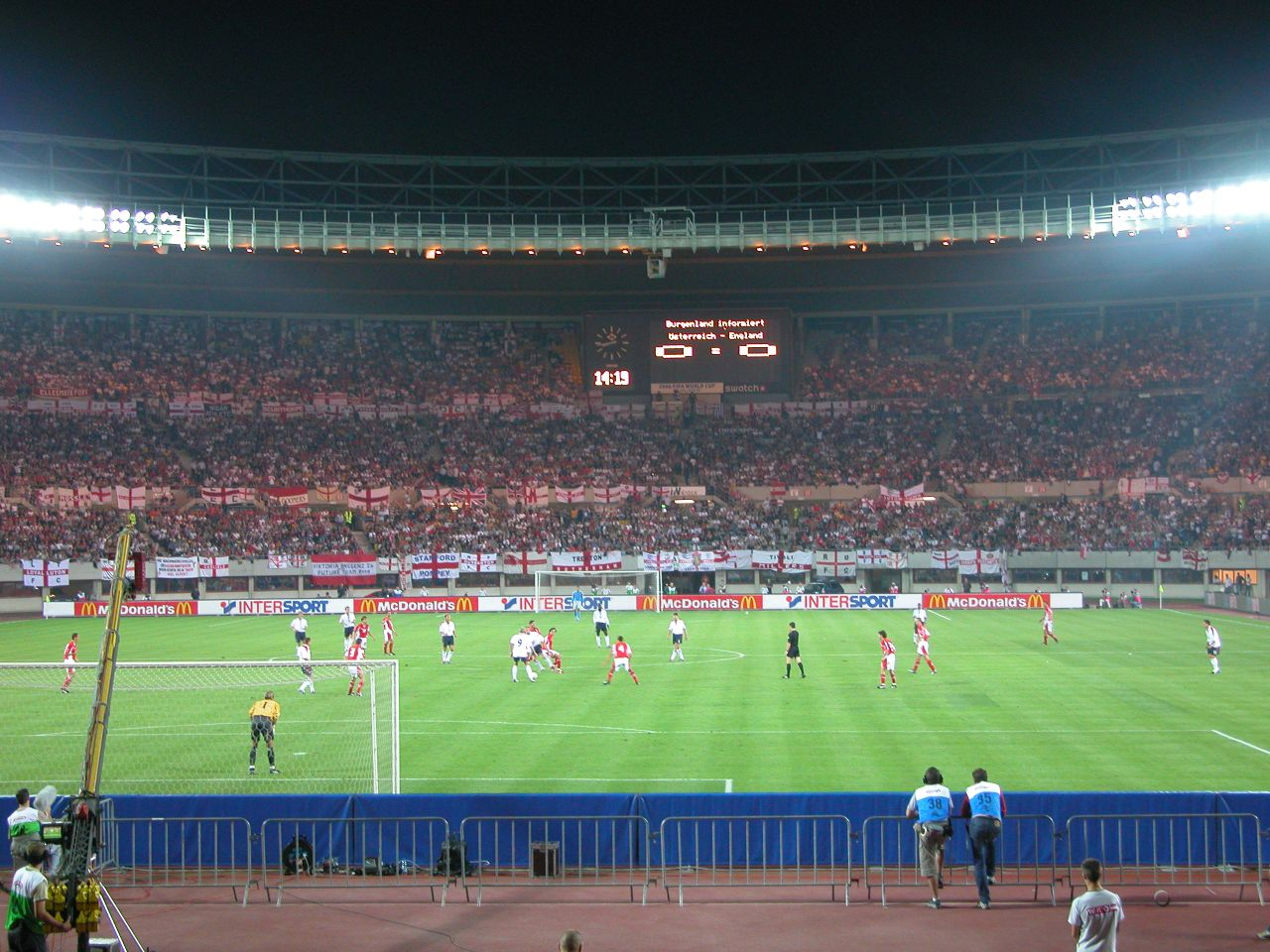
match autriche-angleterre du 04-09-2004

L'histoire de l'Équipe d'Angleterre de football remonte au premier match international qui l'opposait à l'Écosse en 1870. L'équipe d'Angleterre fait partie des équipes ayant remporté la coupe du monde, à domicile en 1966 et à ce titre constitue une des plus importantes équipes du football international.

## Les débuts (1870-1918)

### Les débuts du football international: une affaire Anglo-écossaise
Entre 1870 et 1872 cinq matchs internationaux sont organisés par Charles Alcock, sous les auspices de la Fédération d'Angleterre de football entre l'équipe d'Angleterre et l'Écosse. Le premier de ceux-ci voit s'opposer les deux équipes le 5 mars 1870 au Kennington Oval de Londres. Le match se solde par un nul, le score étant de 1-1.
Quatre nouvelles oppositions non officielles entre l'Angleterre et l'Écosse ont lieu au Kennington Oval de Londres, le 19 novembre 1870 la partie s'achève sur une victoire 1-0 de l'Angleterre, le 25 février 1871 voit se dérouler un match qui se solde par un match nul 1-1, le 18 novembre 1871 l'Angleterre obtient le même score, 1-1 et le 24 février 1872 elle obtient une nouvelle victoire sur le score de 1-0.
Ces matchs, sont les précurseurs des matchs internationaux modernes, bien qu'appelés match internationaux à l'époque où il se tiennent, ils ne sont pas reconnus par la FIFA comme de vrais matchs internationaux du fait que les joueurs formant l'équipe d'Écosse étaient uniquement des joueurs écossais basés à Londres.
L'Angleterre dispute le premier match international officiel de l'histoire du football le 30 novembre 1872 toujours contre l'Écosse au Stade Hamilton Crescent de Glasgow. Cette rencontre se solde par un match nul sans but.

### Les premiers matchs contre les équipes non britanniques
L'équipe d'Angleterre, pendant longtemps, aligne ses meilleurs joueurs seulement contre les autres sélections britanniques. 

## D'un conflit à l'autre (1918-1945)

### Les matchs de l'entre deux-guerres
Dans les années 1920, les formations amateurs ou de professionnels en vacances connaissent leurs premiers revers face à des formations du continent. La défaite enregistrée à Paris en 1921 face à la France n'est pas reconnue par la FA, mais entraîne une réaction, désormais, l'Angleterre alignera ses meilleurs joueurs face à la France. Ce mouvement engagé dès 1921 se poursuit durant les années 1920 et 1930, car les amateurs anglais sont battus par des formations comme l'Autriche ou l'Espagne. L'Angleterre refuse de prendre part aux trois premières éditions de la Coupe du monde.

## De l'après guerre à la coupe du monde 1966

### Coupe du monde 1950
La fin de la Seconde Guerre mondiale marque l'entrée en scène, de la sélection anglaise sur la scène mondiale. Tous les espoirs sont permis à la veille du tournoi final de la Coupe du monde 1950 qui se déroule au Brésil. L'Angleterre remporte 2-0 son premier match contre le Chili. Mais l'Angleterre se fait éliminer dès le premier tour, car par la suite battus 0-1 par les États-Unis, pourtant faibles, puis par l'Espagne sur le même score.
À la différence de buts, l'Angleterre termine à la deuxième place de son groupe (même nombre de points que le Chili et les États-Unis) mais lors de la coupe du monde 1950, seuls les premiers de chaque groupe se qualifiaient pour le tournoi final à quatre (ni demi-finales ni finale) donc elle est éliminée.
Ce premier rendez-vous officiel raté, l'Angleterre peine à signer des résultats probants. L'invincibilité sur ses terres face aux équipes continentales cesse en 1953 face aux hongrois qui s'imposent sur le score de 6-3 à Wembley.

### Coupe du monde 1954
La coupe du monde de football 1954 se déroule en Suisse. Comme en 1950, il y a quatre groupes de quatre équipes mais cette fois-ci les deux premiers de chaque groupe se qualifient pour les quarts de finale et il n'y a plus de tournoi final à quatre. Cependant, chaque équipe ne dispute que deux matchs dans sa poule : ainsi l'Angleterre joue dans le groupe de la Belgique, la Suisse et l'Italie mais elle ne joue pas contre l'Italie.
Lors de son premier match, l'Angleterre fait match nul 4-4 après prolongations contre la Belgique (il n'y a pas de nul dans le temps réglementaire) puis bat la Suisse 2-0 pour le second match, se qualifiant ainsi pour les quarts de finale. Mais en quart de finale, elle est battue par l'Uruguay 2-4.

### Coupe du monde 1958
Contrairement à 1954, les équipes jouent trois matchs au lieu de deux dans les poules pour la coupe du monde de football 1958 en Suède. L'Angleterre ne franchit pas le premier tour, réalisant trois matchs nuls contre l'URSS (2-2) après avoir été menée 0-2 à la 55e minute, contre le Brésil (0-0) puis contre l'Autriche (2-2).
Etant à égalité de points avec l'Union Soviétique pour la deuxième place du groupe, l'Angleterre doit disputer à cette époque un match d'appui (les deux équipes ont aussi une différence de buts similaire mais seuls les points départagent) et est battue 0-1 par l'URSS le 17 juin, étant ainsi éliminée.

### Coupe du monde 1962
Lors du mondial chilien en 1962, l'Angleterre est éliminée en quarts de finale. Elle avait été deuxième de son groupe derrière la Hongrie (défaite 1-2 contre la Hongrie, succès 3-1 contre l'Argentine et nul 0-0 contre la Bulgarie).
La nouvelle règle lui permet de prendre la seconde place du groupe derrière la Hongrie grâce à une meilleure différence de buts que l'Argentine. 
Mais en quart de finale, l'Angleterre tombe face au Brésil, tenant du titre et futur vainqueur (1-3).

## Période Alf Ramsey

### Coupe du monde 1966
La Coupe du monde de football 1966 se dispute à domicile. L'Angleterre joue alors le match d'ouverture le 11 juillet contre l'Uruguay et commence par un nul 0-0. Mais elle gagne ses deux matchs suivants contre le Mexique 2-0 et la France sur le même score (doublé de Roger Hunt), terminant ainsi première du groupe A.
En quart de finale contre l'équipe d'Argentine, l'Angleterre l'emporte 1-0 puis se qualifie pour la finale aux dépens du Portugal 2-1.
En finale, l'entraîneur de l'Angleterre Alf Ramsey mène son équipe à la victoire. Elle s'impose face à la RFA (4-2) après un match marqué par un but litigieux dans la prolongation. 
Trois buts sont signés par Geoffrey Hurst ; c'est le seul footballeur à avoir inscrit un triplé en finale de Coupe du monde sur un seul match.
C'est le triomphe de joueurs comme le milieu Bobby Charlton (toujours recordman des buteurs en sélection anglaise avec 49 buts), le défenseur Bobby Moore ou le gardien de but Gordon Banks.

### Coupe du monde 1970
Cette génération ne parviendra toutefois pas à conserver son titre quatre ans plus tard lors de la Coupe du monde 1970 au Mexique.
L'Angleterre termine deuxième du groupe C (victoire 1-0 contre la Roumanie, défaite 0-1 contre le Brésil, victoire 1-0 contre la Tchécoslovaquie).
En quart de finale le 14 juin à León, les Allemands de l'Ouest les éliminent (3-2 après prolongations) en quart de finale pour une revanche de la finale de 1966 alors que les Anglais menaient 2-0 au bout de 50 minutes de jeu.

### Fin de l'ère Ramsey
L'Angleterre manque les qualifications pour le championnat d'Europe 1972 (battue en quart de finale de la phase éliminatoire par la RFA (1-3, 0-0) et la coupe du monde 1974.

## Période Revie
L'Angleterre n'est pas parvenue à se qualifier pour l'Euro 1976 (devancée par la Tchécoslovaquie en éliminatoires) ni pour la coupe du monde en Argentine.

## Sous la conduite de Greenwood

### Euro 1980
Pour le premier championnat d'Europe à huit équipes en Italie, l'Angleterre ne parvient pas à passer le premier tour. Elle fait match nul 1-1 contre la Belgique, est battue 0-1 par l'Italie et son succès 2-1 face à l'Espagne est insuffisant d'autant qu'il n'y a pas de demi-finales et que seul le premier de chaque groupe se qualifie pour la finale.

### Coupe du monde 1982
Lors de la coupe du monde de football 1982, elle est éliminée au second tour. Pourtant, les Anglais réalisent un brillant premier tour : victoires 3-1 contre la France, 2-0 contre la Tchécoslovaquie et 1-0 contre le Koweït. Mais au second tour, elle ne peut faire mieux que 0-0 contre la RFA et l'Espagne qui évolue à domicile. Ce sont les Allemands qui vont en demi-finale grâce à leur succès contre les Espagnols.

## Époque Robson
Le 7 juillet 1982, deux jours après l'élimination de l'Angleterre de la Coupe du monde 1982, Bobby Robson succède à Ron Greenwood comme sélectionneur de l'équipe d'Angleterre et choisit son ancien coéquipier de West Bromwich Albion, Don Howe, comme adjoint.
Le premier match de Robson en tant que responsable de l'équipe d'Angleterre provoque immédiatement une controverse, car il n'a pas retenu Kevin Keegan contre le Danemark ; des supporters de Newcastle United crachent sur Robson. Le 21 septembre 1983, L'Angleterre subit sa seule défaite des vingt-huit rencontres qualificatives dirigés par son nouveau sélectionneur. Cette défaite, à domicile contre le Danemark, entraîne finalement l'élimination de l'Angleterre pour les qualifications au Championnat d'Europe 1984 et Robson offre de démissionner en faveur de Brian Clough. Celle-ci est rejetée par Bert Millichip, président de la fédération anglaise, principalement à cause de son hostilité et de celle de la fédération vis-à-vis de Clough. Ainsi le sélectionneur continue à diriger l'équipe d'Angleterre pour les qualifications pour la Coupe du monde 1986 au Mexique.

### Coupe du monde 1986
Pour l'Angleterre, les débuts de la compétition sont difficiles (défaite 0-1 contre le Portugal et nul 0-0 contre le Maroc) et son capitaine Bryan Robson est blessé et souffre régulièrement d'une épaule démise. Bobby Robson change la tactique de son équipe pour le dernier match du premier tour, choisissant Peter Beardsley en lieu et place de Mark Hateley comme partenaire de Gary Lineker pour former son attaque. L'équipe gagne les deux matchs suivants, contre la Pologne et le Paraguay, sur le score de 3-0, et se qualifie pour les quarts de finale. L'Angleterre, classée dans les huit meilleures équipes, est défaite sur le score de 2 buts à 1 par l'Argentine avec deux buts de Diego Maradona : la célèbre main de Dieu et le « but du siècle » qu'il marque cinq minutes plus tard.

### Euro 1988
L'Angleterre laisse échapper seulement un point lors des qualifications pour le Championnat d'Europe de football 1988 comprenant une victoire à domicile 8-0 contre la Turquie. Ce premier succès est pourtant suivi par un échec lors de la compétition elle-même, qui se tient en Allemagne de l'Ouest. L'Angleterre y est éliminée dès le premier tour. L'équipe finit dernière du classement de son groupe, perdant successivement contre la république d'Irlande (0-1), les Pays-Bas (1-3) et l'Union soviétique, (1-3). Après un match nul lors d'un match amical contre l'Arabie saoudite, Robson est vivement critiqué par la presse britannique, un journal titrant : « In the name of Allah, go ». À nouveau, le sélectionneur offre sa démission, qui est à nouveau rejetée par Millichip ; encore une fois, Brian Clough est souvent cité comme la raison de ce nouveau rejet.

### Coupe du monde 1990
L'Angleterre parvient à une qualification pour la Coupe du monde 1990, sans concéder le moindre but. Au cours de la compétition, l'équipe est désignée comme tête de série. Elle est à nouveau placée dans un groupe comprenant les Pays-Bas et la république d'Irlande et, comme quatrième concurrent, l'Égypte. Comme lors de la coupe du monde 1986, l'Angleterre doit se passer des services du capitaine, Bryan Robson, qui souffre d'une blessure au tendon calcanéen qui l'empêche de jouer au cours des phases avancées de la compétition. L'Angleterre mène son groupe qualificatif, obtenant quatre points lors de ses trois matchs (1-1 contre l'Eire, 0-0 contre les Pays-Bas, 1-0 contre l'Egypte). Malgré ces progrès, l'équipe n'est pas épargnée par la controverse : l'Angleterre modifie sa mise en place traditionnelle en 4-4-2 pour introduire un libéro. Il s'ensuit deux victoires consécutives contre la Belgique  (1-0 après prongations) puis contre le Cameroun (3-2 après prolongations, peut-être le plus beau match de ce mondial) au stade des matchs à élimination directe, ce qui entraine la qualification pour la demi-finale de l'Angleterre contre l'Allemagne de l'Ouest. L'Angleterre est finalement battue aux tirs au but, après un score de 1-1 après prolongation.

## Instabilité des années 90

### Euro 1992
En préparation quelques mois précédant cet Euro, l'Angleterre bat en amical la France par 2 buts à 0, futur adversaire lors de la compétition et restant sur une longue série d'invincibilité.
Lors de l'Euro 1992 en Suède, l'Angleterre ne parvient pas à franchir le premier tour. Après deux nuls 0-0 contre le Danemark et la France, elle est battue 1-2 par la Suède.

### La non-qualification pour le mondial aux États-Unis
L'Angleterre ne s'est également pas qualifiée pour la coupe du monde 1994 et fait partie, à ce titre, des grands absents tout comme la France et le Danemark.

### Euro 1996
Les espoirs sont grands en 1996 avec un championnat d'Europe organisé à domicile, trente ans après la victoire de 1966.
Le premier match n'est pas convaicant avec un 1-1 contre la Suisse mais les Anglais passent aisément le premier tour avec des victoires 2-0 contre l'Écosse et surtout une victoire éclatante contre les Pays-Bas par 4 buts à 1.
Le quart de finale contre l'Espagne est plus difficile (0-0)et les Anglais se qualifient aux tirs au but.
C'est toujours aux tirs au but que les espoirs s'envolent en demi-finale contre l'Allemagne après un  nul 1-1.
Les Anglais se consolent car leur avant-centre Alan Shearer termine meilleur buteur de la compétition avec 5 buts.

### Coupe du monde 1998
Au mondial 1998, elle termine deuxième du groupe F (victoire 2-0 contre la Tunisie, défaîte 1-2 contre la Roumanie et victoire 2-0 contre la Colombie). Mais en huitième de finale contre l'Argentine, l'Angleterre est éliminée aux tirs au but après un nul 2-2 dans le temps réglementaire dans un match marqué par l'exclusion de David Beckham, ayant eu le tort de se faire justice sur Diego Simeone, et par un superbe but de Michael Owen.

### Euro 2000
L'Angleterre s'est qualifiée difficilement pour l'Euro 2000 en barrage aux dépens de l'Écosse (victoire 2-0 à l'extérieur, revers 0-1 à domicile) après avoir terminé deuxième de son groupe éliminatoire derrière la Suède.
En préparation, elle fait match nul 0-0 contre l'Argentine et bat l'Ukraine 2-0.
L'Angleterre est éliminée au premier tour lors de l'Euro disputé aux Pays-Bas et en Belgique. Ils mènent pourtant 2-0 contre le Portugal au bout de 20 minutes mais les Portugais retournent la situation et l'emportent 3-2. Alan Shearer redonne espoir à l'Angleterre par son but victorieux contre l'Allemagne (1-0) mais l'Angleterre s'incline à nouveau contre la Roumanie 2-3, concédant un pénalty à la dernière minute.

## Eriksson, premier sélectionneur étranger
Après l'échec de l'Euro 2000 et la défaîte à domicile contre l'Allemagne 0-1 en début d'éliminatoires, la Fédération Anglaise confie pour la première fois la sélection anglaise à un entraîneur étranger, le Suédois Sven-Göran Eriksson qui remplace Kevin Keegan. L'Angleterre obtient alors une victoire retentissante en Allemagne (5-1).
L'Angleterre termine première de son groupe de qualification devant l'Allemagne grâce à un coup franc direct de David Beckham contre la Grèce (2-2) à la dernière minute.
Eriksson confie le brassard de capitaine à David Beckham et l'Angleterre réalise lors du Mondial 2002 un parcours qui s'achève en quart de finale contre le futur vainqueur brésilien (1-2).
Les années 2000 voient émerger de nouveaux joueurs au niveau international comme Michael Owen et un peu plus tard Frank Lampard, Steven Gerrard et Wayne Rooney, David Beckham présent en sélection depuis 1996 reste indispensable tout au long de la décennie.

### Coupe du monde 2002
L'Angleterre termine deuxième de son groupe à égalité de points avec la Suède avec 5 points (1-1 contre la Suède, 1-0 contre l'Argentine, 0-0 contre le Nigeria). Comme un symbole, c'est David Beckham, expulsé en 1998 contre l'Argentine, qui inscrit le pénalty victorieux contre les Argentins.
En huitième de finale contre le Danemark, l'Angleterre se qualifie facilement (3-0).
Elle rencontre le Brésil. Michael Owen ouvre la marque, profitant d'une erreur de Lucio, défenseur brésilien. Mais Rivaldo égalise peu avant la mi-temps. En début de seconde mi-temps, Ronaldinho inscrit un superbe coup franc qui lobe David Seaman, surpris et un peu avancé, pensant que le coup franc serait indirect. L'expulsion sévère de Ronaldinho peu après ne change rien, l'Angleterre s'incline 1-2 et David Seaman a pris sa retraite internationale à l'issue de ce mondial.

### Euro 2004
Le premier match du championnat d'Europe commence pour l'Angleterre comme avait fini l'Euro 2000: l'Angleterre perd dans les arrêts de jeu. Frank Lampard ouvre le score de la tête contre la France mais Zinédine Zidane inscrit un doublé dans les dernières minutes : un coup franc direct puis un pénalty qui fait suite à une mauvaise passe en retrait à David James, qui fait faute sur Thierry Henry. Il faut noter qu'à la 80e minute, Fabien Barthez avait repoussé un pénalty de David Beckham qui aurait pu tuer le match. L'Angleterre s'incline donc 1-2 contre la France mais elle se reprend très vite contre la Suisse (3-0) et la Croatie (4-2).
Mais malgré un jeu convaincant et une belle résistance, l'Angleterre est éliminée en quart de finale aux tirs au but après un match nul 2-2 après prolongations face au Portugal.

### Coupe du monde 2006
L'Angleterre passe aisément le premier tour, terminant première du groupe (1-0 contre le Paraguay, 2-0 contre Trinité-et-Tobago et 2-2 contre la Suède) et remporte son huitième de finale contre l'Équateur 1-0 (coup franc de Beckham).
Mais encore une fois, l'Angleterre échoue contre le Portugal aux tirs au but après un 0-0, en quart de finale à Gelsenkirchen. Il faut noter que Wayne Rooney a été exclu de la rencontre et que Cristiano Ronaldo, son coéquipier à Manchester United, a influencé l'arbitre sur cette décision.
Le gardien portugais Ricardo arrête les tirs de Lampard, Gerrard et Carragher.

## Époque McLaren
L'Angleterre est éliminée lors des éliminatoires pour l'Euro 2008, perdant ses deux derniers matchs décisifs contre la Russie (2-1) et la Croatie (2-3 à Wembley), alors qu'il ne lui fallait qu'un seul point. Le sélectionneur Steve McClaren est alors démis de ses fonctions. Fabio Capello, ancien entraîneur du Real, prend sa place. C'est la première fois depuis la Coupe du monde 1994 que l'Angleterre est absente d'une grande compétition internationale. Son précédent échec dans les qualifications à un Championnat d'Europe de football remonte à celles de l'Euro 1984, alors que la phase finale ne retenait à l'époque que huit qualifiés.

## Sous Fabio Capello
Le 12 décembre 2007, Fabio Capello, l'ancien entraîneur du Milan AC, du Real Madrid, de l'AS Roma et de la Juventus, est nommé sélectionneur de l'équipe d'Angleterre, il est le deuxième étranger nommé à ce poste. Comme son prédécesseur, sa première décision importante est d'écarter Beckham de l'équipe, laissant l'ancien capitaine à 99 sélections provoquant une campagne de presse hostile de la part de médias qui lui reproche de ne pas le laisser atteindre le seuil des 100 sélections. Le premier match de Capello comme sélectionneur est une victoire 2-1 au cours d'un match amical contre la Suisse le 6 février 2008. La campagne des qualifications pour la Coupe du monde 2010 commence le 6 septembre 2008 contre Andorre qui est battu 2-0. La seconde rencontre de cette campagne oppose, le 10 septembre 2008, l'Angleterre à la Croatie qui est défaite 4-1 constituant une bonne performance dans la course à la qualification pour la coupe du monde en Afrique du Sud.
Avec 9 victoires pour 1 défaite, les Anglais se qualifient brillamment pour le mondial sud-africain.
En préparation pour cet événement, l'Angleterre remporte des matchs amicaux contre l'Egypte (3-1) le 3 mars, contre le Mexique (3-1) le 24 mai puis contre le Japon (2-1) le 30 mai sans la manière.
Lors de son premier match du tournoi contre les États-Unis le 12 juin à Rustenburg, les Anglais concèdent le nul 1-1 à la suite d'une grossière erreur de leur gardien Robert Green sur l'égalisation de Clint Dempsey. Et lors du match suivant au Cap le 18 juin, elle ne convainc pas plus avec un jeu sans imagination, étant tenue en échec par l'Algérie (0-0). L'Angleterre se qualifie tout de même en huitième de finale grâce à son succès 1-0 face à la Slovénie à Port Elizabeth le 23 juin mais à la deuxième place du groupe compte tenu de la victoire américaine contre l'Algérie dans les dernières minutes. C'est ainsi qu'elle retrouve l'Allemagne en huitième de finale le 27 juin à Bloemfontein. Menée 0-2 à la 32e minute, elle croit égaliser à la 39e minute sur une frappe de Frank Lampard qui touche la barre transversale avant de rebondir dans les cages 50 cm derrière la ligne et de resortir. Hélas pour les Anglais, l'arbitre n'a pas vu le ballon rentrer et ils sont obligés de courir après le score et d'attaquer, s'exposant ainsi aux contres allemands qui marquent deux fois de plus par Thomas Müller en deuxième mi-temps. Ainsi, l'Angleterre sort du mondial sud-africain par une cinglante défaîte (1-4).
Le 17 novembre 2010, l'Angleterre perd à domicile contre l'Equipe de France 1-2 en étant largement dominée ; la place de Fabio Capello, qui avait pour l'occasion sélectionné un joueur de deuxième division anglaise (Jay Bothroyd), est remise en question. Mais les Anglais terminent tout de même à la première place de leur groupe de qualification pour l'Euro 2012 ce qui redonne de la confiance aux Three Lions. 
L'époque Capello prend fin le 8 février 2012, à la suite de l'affaire John Terry, qui avait été débarrassé de son rôle de capitaine, contre la volonté de Capello. Stuart Pearce prend l'équipe en charge pour la prochaine rencontre, le 29 février, lors d'un match amical contre les Pays-Bas où les Anglais s'inclinent (2-3).

## L'ère Hodgson (2012-)
Le 1er mai 2012, Roy Hodgson est nommé sélectionneur des Three Lions pour un contrat de 4 ans. Les Anglais l'emportent tour à tour 1-0 en Norvège le 26 mai puis face à la Belgique sur le même score le 2 juin grâce à leur solidité défensive, et ce en dépit de l'absence annoncée de titulaires pour l'Euro. L'Angleterre, qui n'espère plus rien de l'Euro d'autant que Wayne Rooney est suspendu pour deux matchs, termine tout de même 1er du Groupe D de l'Euro 2012 devant la France avec 7 points à la suite d'un match nul 1-1 contre les Français, une victoire 3-2 contre la Suède, puis 1-0 contre les Ukrainiens grâce au retour de Rooney. L'attaquant ukrainien Marko Devic marque pourtant un but qui aurait dû faire égaliser l'Ukraine mais l'arbitre n'a pas aperçu que le ballon avait franchi la ligne. C'est la deuxième fois que les Three Lions termine 1er d'un groupe d'un Euro (la première fois c'était en 1996). Mais les joueurs de Hodgson sont battus par l'Italie en quart de finale (0-0 et 4 tab 2) après un match haletant, Ashley Cole et Ashley Young ratant leurs pénalties.